# Fiat S76
Fiat S76 – samochód osobowy produkowany przez włoskie przedsiębiorstwo motoryzacyjne FIAT w roku 1911.
Montowany w tym pojeździe silnik zajmował prawie całą długość rozstawu osi (2,7 m). Maska zaś została wysklepiona tak wysoko, że kierowca miał problemy z widocznością i podczas jazdy musiał się wychylać na boki.
Model S76 został wyprodukowany prawdopodobnie w zaledwie dwóch egzemplarzach, przeznaczonych wyłącznie na tory wyścigowe i do bicia rekordów prędkości. Za jego kierownicą zasiadali najlepsi ówcześni kierowcy wyścigowi: Felice Nazzaro, Antonio Fagnano, czy zdobywca wielu tytułów Pietro Bordino.

## Dane techniczne Fiat S76

### Silnik
- S4 28 300 cm³[1]
- Układ zasilania: b.d.
- Średnica cylindra × skok tłoka: b.d.
- Stopień sprężania: b.d.
- Moc maksymalna: 300 KM (224 kW)[1]
- Maksymalny moment obrotowy: b.d.

### Osiągi
- Przyspieszenie 0–80 km/h: b.d.
- Przyspieszenie 0–100 km/h: b.d.
- Prędkość maksymalna: 225 km/h[1]